# Фоссум, Карин
Карин Фоссум (норв. Karin Fossum, род. 6 ноября 1954, Саннефьорд) — современная норвежская писательница, мастер детективного жанра. Известна своей серией романов о полицейском комиссаре Конраде Сейере.

## Биография
Перед тем, как стать профессиональной писательницей, Карин работала водителем такси. Работала также медсестрой в психиатрической больнице. Начинала она с сочинения стихотворений и небольших рассказов — два её небольших поэтических сборника вышли в 1974 («Kanskje i morgen», он принёс ей премию Тарьея Весоса за лучший дебют) и в 1978 («Med ansiktet i skygge») годах. После рождения детей Карин ничего не писала в течение 14 лет.
В своих детективных романах писательница зачастую отклоняется от основной сюжетной линии классического «крими» с тем, чтобы увлекательнее раскрыть роль в повествовании своего главного героя. Особенно удачно этот приём она осуществляет в романе «Если дьявол держит свечи». Романы К. Фоссум к настоящему времени переведены на 12 языков. Детективные произведения, созданные писательницей, соответствуют самым высоким литературным критериям. Сама Карин относит себя к писателям, а не детективным авторам. Тонкий психологический анализ и подтекст многих деяний в её романах предположительно основывается на профессиональном опыте, приобретённом за время работы в психиатрической больнице.
В настоящее время писательница живёт у Тюрифьорда, большого озера неподалёку от Осло.

## Награды
- 1974: Премия Тарьея Весоса за лучший дебют за сборник стихотворений Kanskje i morgen.
- 1996: премия Ривертон за Se deg ikke tilbake! (Чужие взоры)
- 1997: Стеклянный ключ за Se deg ikke tilbake! (Чужие взоры)
- 1997: Премия норвежских книготорговцев[норв.] за Den som frykter ulven (Кто боится злого волка)
- 2000: Финская премия детективного жанра за серию романов о Конраде Сейере
- 2002: Премия Мартина Бека (шведская) за Svarte sekunder (Чёрные секунды)
- 2007: премия Гумшо за Djevelen holder lyset (Если дьявол держит свечи)

## Сочинения

### Серия о Конраде Сейере
- 1995 Глаз Евы (Evas øye) ISBN 3-492-23859-9
- 1996 Чужие взоры (Se deg ikke tilbake!) ISBN 3-492-23060-1
- 1997 Кто боится злого волка (Den som frykter ulven) ISBN 3-492-23857-2
- 1998 Если дьявол держит свечи (Djevelen holder lyset) ISBN 3-492-23979-X
- 2000 Немые крики (Elskede Poona) ISBN 3-492-23702-9
- 2002 Чёрные секунды (Svarte sekunder) ISBN 3-492-04547-2
- 2006 Убийство Гарриет Крон (Drapet pa Harriet Krohn) ISBN 3-492-04803-X
- 2008 Кто любит по-другому (Den som elsker noe annet) ISBN 978-3-492-04807-1
- 2008 Злая воля ("Den onde vilje") ISBN 9788202324919
- 2009 Предвестник ("Varsleren") ISBN 9788202332716
- 2011 Вижу в темноте ("Jeg kan se i mørket") ISBN 9788202349868

### Другие произведения
- 1974 Kanskje i morgen — сборник стихотворений (ISBN 978-8-205-06775-2).
- 1978 Med ansiktet i skygge — сборник стихотворений (ISBN 978-8-205-11236-0).
- 1992 I et annet lys
- 1994 Soylen
- 1999 De gales hus
- 2002 Jonas Eckel ISBN 3-492-27084-0
- 2003 Natt til fjerde november